# Ягодный (Ростовская область)
Ягодный — упразднённый хутор в Шолоховском районе Ростовской области. Входил в состав Калининского сельсовета. В 2001 году исключен из учётных данных.

## География
Располагался на левом берегу реки Кривая (приток Чира), на противоположном берегу от хутора Ягодный Серафимовичского района Волгоградской области.

## История
Хутор, вероятно, был частью хутора Ягодный. Тот раскинулся по обоим берегам реки Кривой. Однако административная граница между Ростовской и Волгоградской областями разделила его на две части.
По данным на 1926 год хутор Ягодный состоял из 33 хозяйств. В административном отношении входил в состав Криушенского сельсовета Вешенского района Донецкого округа Северо-Кавказского края.

## Население
По данным переписи 1926 года на хуторе проживало 196 человек (90 мужчин и 106 женщин), из которых великороссы составляли 100 % население, все казачьего сословия.